# Pselliophora hoffmanni
Pselliophora hoffmanni är en tvåvingeart som beskrevs av Alexander 1932. Pselliophora hoffmanni ingår i släktet Pselliophora och familjen storharkrankar. Inga underarter finns listade i Catalogue of Life.